# 第五高等学校 (旧制)
| 第五高等学校（五高） 熊本大学五高記念館 （旧・第五高等中学校本館） | 第五高等学校（五高） 熊本大学五高記念館 （旧・第五高等中学校本館） |
| ------------------------------------------------------------------ | ------------------------------------------------------------------ |
| 創立                                                               | 1887年（明治20年）                                                 |
| 所在地                                                             | 熊本区（現・熊本県熊本市中央区）                                   |
| 初代校長                                                           | 野村彦四郎                                                         |
| 廃止                                                               | 1950年（昭和25年）                                                 |
| 後身校                                                             | 熊本大学                                                           |
| 同窓会                                                             | 不明                                                               |

第五高等学校（だいごこうとうがっこう）は、1887年（明治20年）5月に熊本区（1889年（明治22年）以降は市制を施行して熊本市）に設立された官立高等中学校を母体とする旧制高等学校。略称は「五高」（ごこう）。

## 概要
- 全国で5校のナンバースクールの高等中学校の一つとして設立された。1887年（明治20年）4月の仙台の旧制二高、金沢の四高に次ぐものである。初期の教員は校長をはじめ一高からの転出者が多く、一高をモデルとした全寮制と寮自治が志向された（寄宿舎は「習学寮」）。
- 文科・理科よりなる修業年限3年の高等科が設置された。入学者は九州出身者が多く、卒業後の進学先は地元の九州帝国大学よりも東京帝国大学が多かった。
- 関東の旧制一高、関西の旧制三高、長州（山口）の旧制山口高と並んで、肥後（九州）の旧制五高は、政治家志向、中央官僚志向が強かった。そのため、内閣総理大臣経験者をはじめ、多くの政治家や官僚を輩出した[1]。
- 新制熊本大学の前身校の一つであり、法文学部および理学部の構成母体となった。
- 校風は「剛毅朴訥（ごうきぼくとつ）」。代表寮歌は「東京帝国大学寄贈之歌」、通称「武夫原頭（ぶふげんとう）」。
- 旧制高等学校の中では飛び抜けて校地が広く、他の旧制高等学校が2万坪を標準としたのに対し、5万坪の敷地を誇り、陸上用グラウンドと野球用グラウンドを別々に設けるなど、かなり余裕がある使い方をしていた。
- 戦後、男女共学になり女子学生を受け入れた。
- 学生帽の白線は3条である[2]。

## 沿革
- 1887年（明治20年）
  - 5月 - 第五高等中学校設立。本科・予科を設置。
  - 8月 - 長崎に医学部を設置。
- 1894年（明治27年）9月 - 高等学校令により第五高等学校に改称。大学予科・医学部を設置。
- 1897年（明治30年）4月 - 工学部を設置。
- 1901年（明治34年）4月 - 医学部を分離し長崎医学専門学校として独立[3]。
- 1906年（明治39年）3月 - 工学部を分離し熊本高等工業学校として独立。
- 1949年（昭和24年）5月 - 新制熊本大学に包括され、在学生が卒業するまで熊本大学第五高等学校として存続。
- 1950年（昭和25年）3月 - 最後の卒業生を送り出し、廃校。

## 歴代校長
- 初代：野村彦四郎（1887年（明治20年）6月4日 - 1889年（明治22年）9月）
一高初代校長から転じる。
  - 事務取扱:西村貞（1889年（明治22年）9月 - 1890年2月）
- 第2代：平山太郎（1890年（明治23年）2月 - 1891年（明治24年）6月8日）
在任中、死去。
  - 心得：櫻井房記（1891年（明治24年）6月9日 - ？）
- 第3代：嘉納治五郎（1891年（明治24年）8月13日 - 1893年（明治26年）1月25日）
- 第4代：中川元（1893年（明治26年）1月25日 - 1900年4月13日）
- 第5代：櫻井房記（1900年（明治33年）4月13日 - 1907年（明治40年）1月16日）
- 第6代：松浦寅三郎（1907年（明治40年）1月16日 - 1913年（大正2年）10月23日）
- 第7代：吉岡郷甫（1913年（大正2年）10月23日 - 1921年（大正10年）11月）
- 第8代：溝淵進馬（1921年（大正10年）11月 - 1931年（昭和6年）1月）
- 第9代：武藤虎太（1931年（昭和6年）1月 - 1932年（昭和7年）3月）
- 第10代：十時弥（1932年（昭和7年）3月 - 1940年（昭和15年）1月）
- 第11代：添野信（1940年（昭和15年）1月 - 1944年（昭和19年）9月）
- 第12代：本島一郎（1944年（昭和19年）9月 - 1948年（昭和23年）5月）
- 第13代：竹内良三郎（1948年（昭和23年）5月 - 1949年（昭和24年）5月）
- 第14代：河瀬喜一（1949年（昭和24年）5月 - 1950年（昭和25年）3月）

## 校地の変遷と継承
開校当初の校地は熊本市東北の龍田山（立田山）麓に置かれ（龍南校地）、寮歌では「武夫原」（ぶふげん）と歌われた。新制熊本大学への包括後、五高校地は同大学の黒髪キャンパス北地区に継承され現在に至っている。赤煉瓦造の旧本館および旧化学実験場、正門（赤門）は1969年（昭和44年）、国の重要文化財に指定され、1993年（平成5年）には旧・本館が「五高記念館」として公開されている。

## 著名な教員

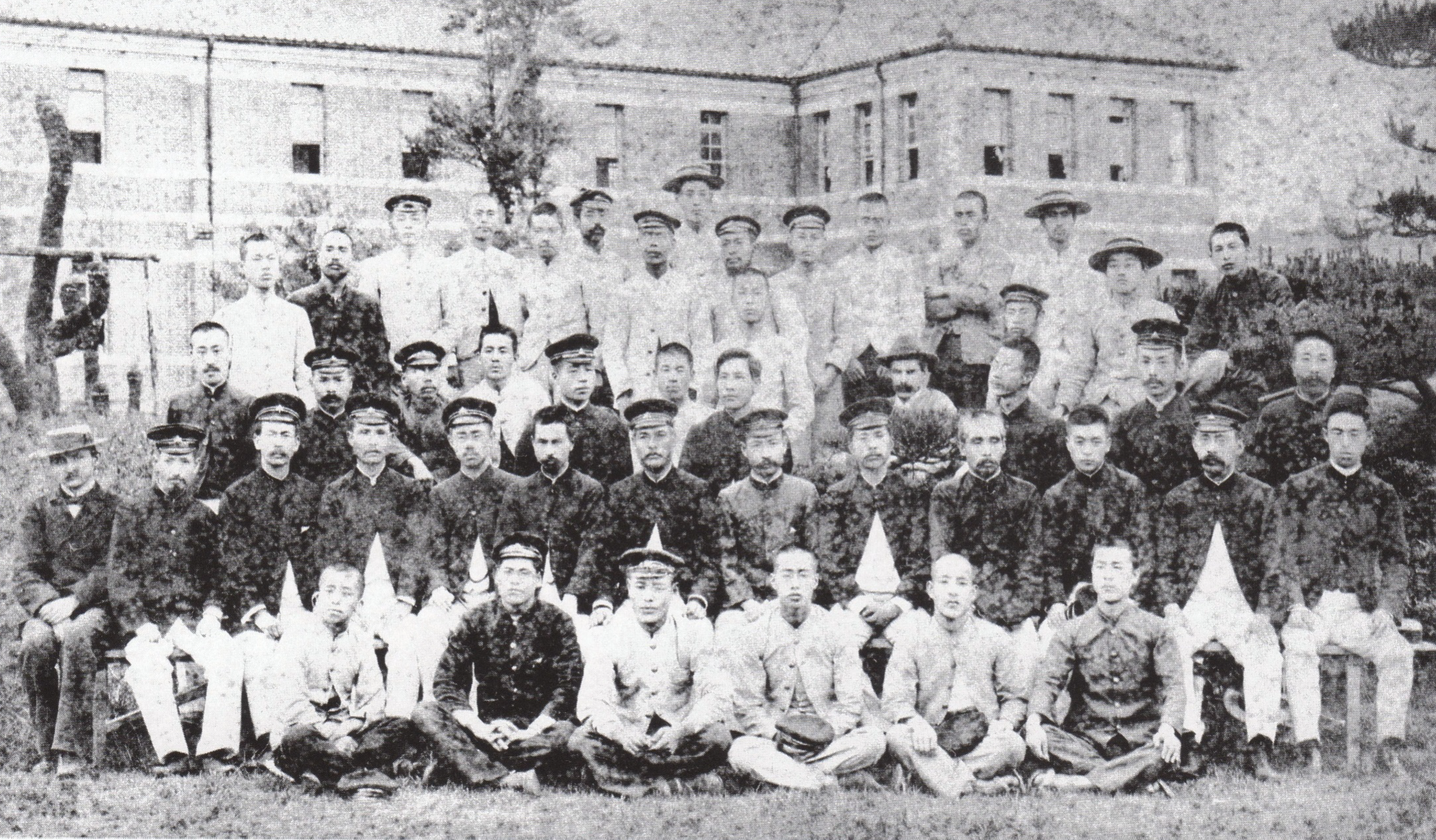
五高教授陣と学生たち（1900年（明治33年）、第1列右から3人目大木俊九郎、５人目岡上梁、６人目坂元雪鳥、第2列右から1人目会田龍雄､５人目武藤虎太、６人目夏目漱石、7人目桜井房記、9人目小島伊佐美、11人目児島献吉郎、12人目奥太一郎、第3列5人目遠山参良、第4列3人目亀田次郎､19人目野間真綱

- ラフカディオ・ハーン：1891年（明治24年）11月9日 - 1894年（明治27年）12月30日在任。英語を担任。
- 夏目漱石：1896年（明治29年）4月24日講師で着任7月9日より教授 - 1903年（明治36年）3月31日在任。英語を担任。 1900年（明治33年）4月24日-5月12日教頭心得。9月英国へ出発。
- 田丸卓郎：1896年（明治29年）8月17日 - 1899年（明治32年）2月9日。物理・力学を担任。
- 厨川白村（辰夫）：1905年（明治38年）9月22日 - 1908年（明治41年）9月7日在任。英語を担任。
- 高木市之助：1915年（大正4年）9月1日 - 1920年（大正9年）9月10日在任。国語・作文を担任。
- 澤瀉久孝：1919年（大正8年）8月31日 - 1922年（大正11年）8月11日在任。国語・作文を担任。
- 狩野亨吉：1898年（明治31年）1月22日 - 1898年（明治31年）11月23日教頭として在任。倫理・論理を担任
- 秋月悌次郎
- 坂田道男
- 原田準平
- 児島献吉郎
- 小島伊佐美
- 青木昌吉
- 緒方武：1897年（明治30年）12月18日-1900年（明治33年）8月30日在任。習学寮勤務講師として体操を担任。[4]

## 著名な出身者

### 政界
- 池田勇人 - 内閣総理大臣
- 佐藤栄作 - 内閣総理大臣
- 重光葵 - 外務大臣

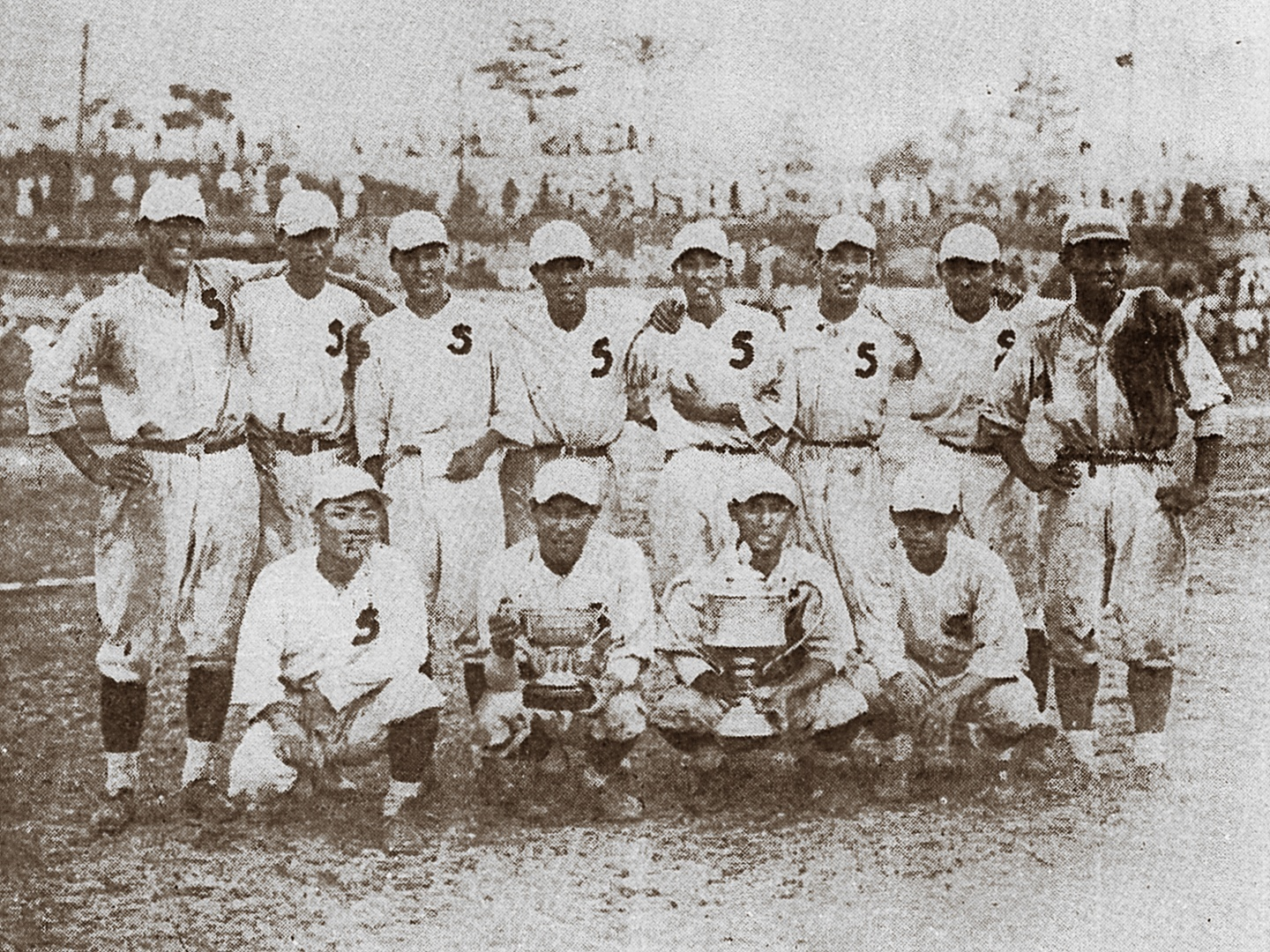
第3回全国高専野球大会で優勝した五高野球部（1926年）

- 小橋一太 - 文部大臣、内務次官、東京市長
- 山崎達之輔 - 農商務大臣、逓信大臣
- 鈴木富士彌 - 内閣書記官長、衆議院議員
- 瀧正雄 - 企画院総裁、法制局長官
- 後藤文夫 - 内務大臣
- 谷正之 - 外務大臣、外務次官
- 田澤義鋪 - 貴族院議員、青年団運動指導者
- 勝正憲 - 逓信大臣
- 木村尚達 - 司法大臣、検事総長
- 大麻唯男 - 内務大臣、国務大臣、衆議院議員
- 殖田俊吉 - 国務大臣、法務総裁
- 山崎巌 - 内務次官、内務大臣
- 横尾龍 - 通商産業大臣
- 一万田尚登 - 大蔵大臣、日本銀行総裁 / 通称・「一万田法王」
- 馬場元治 - 建設大臣
- 綾部健太郎 - 運輸大臣、衆議院議長
- 荒木万寿夫 - 文部大臣、衆議院議員
- 小林武治 - 郵政大臣、参議院議員
- 吉武恵市 - 労働大臣、厚生大臣、自治大臣、初代労働事務次官、内務出身
- 重政庸徳 - 参議院副議長、重政誠之の兄
- 剱木亨弘 - 文部大臣、文部事務次官
- 広瀬正雄 - 郵政大臣、日田市長
- 大久保武雄 - 労働大臣、初代海上保安庁長官
- 古賀雷四郎 - 北海道開発庁長官、沖縄開発庁長官、建設官僚
- 倉成正 - 外務大臣、経済企画庁長官
- 福島譲二 - 労働大臣、熊本県知事、大蔵官僚
- 金城紀光 - 衆議院議員（立憲政友会）、那覇市長
- 桃原茂太 - 衆議院議員
- 佐々弘雄 - 参議院議員（緑風会） / 佐々淳行の父
- 中井一夫 - 衆議院議員（自由民主党）、神戸市長
- 熊谷憲一 - 衆議院議員（自由民主党）、内務官僚
- 大坪保雄 - 衆議院議員（自由民主党）、内務官僚
- 高瀬伝 - 衆議院議員（自由民主党）、鉄道官僚
- 綱島正興 - 衆議院議員（自由民主党）、弁護士
- 林田正治 - 参議院議員（自由民主党）、熊本市長、内務官僚
- 黒木利克 - 参議院議員（自由民主党）、厚生省児童局長
- 三善信二 - 参議院議員（自由民主党）、農林事務次官
- 高田浩運 - 参議院議員（自由民主党）、厚生事務次官、内務省出身
- 守住有信 - 参議院議員（自由民主党）、郵政事務次官
- 松谷蒼一郎 - 参議院議員（自由民主党）、建設省住宅局長
- 田万清臣 - 衆議院議員（社会大衆党）、弁護士
- 田中稔男 - 衆議院議員（日本社会党） / 田中寿美子は妻
- 竹本孫一 - 衆議院議員（民社党）
- 岡正芳 - 日本共産党副委員長
- 田代文久 - 衆議院議員（日本共産党）
- 工藤晃 - 衆議院議員（日本共産党）
- 田中長茂 - 宮崎県知事 / 革新官僚として著名
- 寺本広作 - 熊本県知事、労働事務次官
- 木下郁 - 大分県知事
- 平松守彦 - 大分県知事、通産官僚
- 稗方弘毅 - 秋田県知事
- 蔵原敏捷 - 和歌山県知事
- 大橋正雄 - 和歌山県知事
- 高山義三 - 京都市長
- 阿部源蔵 - 福岡市長
- 桟熊獅 - 佐世保市長
- 星子敏雄 - 熊本市長
- 新開渧観 - 八幡市長・日立市長

### 官界
- 奥村喜和男 - 逓信省官僚、企画院出向
- 毛里英於菟 - 大蔵省官僚、企画院出向
- 山川端夫 - 外務省条約局長、法制局長官
- 小幡酉吉 - 駐独大使、枢密顧問官
- 森賢吾 - 財務官
- 勝部国臣（岡崎国臣） - 衆議院書記官長、東京株式取引所理事長、農商務省出身
- 中井励作 - 農商務次官、日本製鐵初代社長
- 三井米松 - 2代目商工次官
- 田島勝太郎 - 3代目商工次官。(1930年（昭和5年） - )、東京市助役(1923年（大正12年） - 1924年（大正13年）)
- 村瀬直養 - 商工次官、綜合計画局（企画院の後進）長官
- 中松真卿 - 農商省特許局長、日本製鐵社長
- 宇佐美寛爾 - 華北交通総裁、鉄道省官僚
- 安河内麻吉 - 内務次官
- 林市蔵 - 官選大阪府知事、内務官僚 / 方面委員（のちの民生委員）制度の創設者
- 石田馨 - 第40代警視総監 / 石田雄の父
- 池田清 - 第46代警視総監、官選大阪府知事
- 近藤駿介 - 南洋庁長官、内務官僚
- 安藤狂四郎 - 大政翼賛会事務総長、内務官僚
- 大津敏男 - 最後の樺太庁長官、内務官僚
- 筒井竹雄 - 陸上幕僚長、朝鮮総督府出身
- 佐藤達夫 - 内閣法制局長官、人事院総裁、内務出身
- 北島謙次郎 - 拓務次官、大蔵官僚
- 吉阪俊蔵 - 商工中金理事長、商工官僚
- 山田義見 - 大蔵次官、日本勧業銀行会長
- 平田敬一郎 - 大蔵事務次官、日本開発銀行総裁
- 森永貞一郎 - 大蔵事務次官、日本銀行総裁
- 磯邊律男 - 国税庁長官、博報堂会長
- 中島鉄平 - 大蔵省主税局長、専売局長官
- 篠田信義 - 大蔵省印刷局長、日本酒類販売社長
- 前田正道 - 内閣法制局第一・第三部長、大蔵官僚（1949年（昭和24年）入省）
- 太田一郎 - 外務次官・初代外務事務次官。（1949年（昭和24年） - ）、駐タイ・駐伊大使
- 西村熊雄 - 外務省条約局長、駐仏大使
- 高橋通敏 - 外務省条約局長、駐エジプト大使
- 森治樹 - 外務事務次官（1972年（昭和47年）外務省機密漏洩事件で辞任）、駐英大使
- 大慈弥嘉久 - 通商産業事務次官、アラビア石油社長
- 中野正一 - 経済企画事務次官、商工・通産官僚
- 倉八正 - 特許庁長官、3代目石油公団総裁
- 川原能雄 - 特許庁長官
- 式田敬 - 日銀政策委員、国際協力事業団副総裁、商工・通産官僚 / 妻はエッセイストの式田和子。
- 齋藤太一 - 中小企業庁長官
- 児玉清隆 - 中小企業庁長官
- 佐方信博 - 郵政事務次官、元・富士重工業副社長
- 竹下一記 - 郵政事務次官
- 伊藤日出登 - 文部次官
- 緒方信一 - 文部次官、内務省出身
- 村山松雄 - 文部次官
- 秋富公正 - 総理府総務副長官、新東京国際空港公団総裁
- 米田冨士雄 - 日本船主協会理事長・副会長、逓信官僚
- 進藤武左ヱ門 - 水資源開発公団総裁
- 田淵寿郎 - 名古屋市助役、土木技師、内務官僚

### 法曹
- 池田寅二郎 - 大審院院長
- 泉二新熊 - 大審院院長
- 馬場義続 - 検事総長
- 奥山八郎 - 日本弁護士連合会会長、第二東京弁護士会会長
- 野村不二 - 弁護士、鹿児島県弁護士会会長、林業家

### 経済界
- 上塚周平 - 「ブラジル移民の父」、コーヒー農園経営
- 堀貞 - 眞宗信徒生命保険・共保生命保険社長
- 城戸元亮 - 大阪毎日新聞社会長
- 山脇延吉 - 神戸電鉄創業者
- 黒板伝作 - 月島機械創業者
- 奥村政雄 - 日本カーバイド工業創立者
- 辛島浅彦 - 東洋レーヨン会長
- 船田一雄 - 三菱商事会長(1936年（昭和11年） - ）、三菱本社理事長（1943年（昭和18年） - ）
- 山室宗文 - 三菱信託社長
- 中根貞彦 - 三和銀行初代頭取
- 宮崎駒吉 - 三菱電機社長
- 古荘四郎彦 - 千葉銀行初代頭取
- 春木榮 - 富士写真フイルム社長
- 小原英一 - 南海電気鉄道社長、鉄道官僚
- 太田垣士郎 - 関西電力初代社長
- 藤波収 - 北海道電力初代会長
- 安藤豊禄 - 小野田セメント社長
- 久保田豊 - 日本工営社長
- 熊谷栄次 - 住友信託銀行社長
- 森本貫一 - 旭硝子社長
- 山川良一 - 三井鉱山社長、参議院議員
- 佐藤久喜 - 三井金属鉱業初代社長
- 福永年久 - 住友石炭鉱業社長
- 前田一 - 日本経営者団体連盟（日経連）専務理事 / 太田薫の好敵手
- 迫静二 - 富士銀行初代頭取
- 笹山忠夫 - アラスカパルプ社長、持株会社整理委員会委員長、日本興業銀行理事
- 大神一 - 山一證券社長
- 原邦道 - 日本長期信用銀行初代頭取
- 浜口巌根 - 日本長期信用銀行頭取
- 楠木直道 - いすゞ自動車社長
- 広岡知男 - 朝日新聞社社長 / 東大野球部出身、野球殿堂
- 堀江薫雄 - 東京銀行頭取
- 5代太田清蔵 - 東邦生命保険社長
- 太田弁次郎 - 東邦生命保険社長、筆名「伊吹 高吉」
- 伊予田光男 - 資生堂社長
- 坂内義雄 - 十合（そごう）社長
- 高口政俊 - 三井金属鉱業社長
- 栗田淳一 - 日本石油社長
- 平島俊朗 - 三井物産会長
- 古川尚彦 - 三菱レイヨン社長、三菱銀行常務
- 西島直己 - 三菱鉱業社長
- 宮崎輝 - 旭化成工業社長
- 春山定 - 朝日生命保険社長
- 岩永巌 - 三井石油化学工業社長、東洋レーヨン副社長
- 林一夫 - 帝国石油社長、日本鉱業副社長
- 湊守篤 - 日興証券社長
- 花岡俊夫 - 日本団体生命保険会長
- 鍋島綱利 - 住友電気工業社長
- 平木謙一郎 - 明電舎社長、住友商事副社長
- 西村龍介 - 小西六写真工業社長
- 堀越禎三 - 経済団体連合会（経団連）副会長、経済安定本部副長官
- 舘林三喜男 - リコー社長、衆議院議員、内務省出身
- 下川常雄 - 住友ゴム工業社長
- 福田久男 - 中央信託銀行社長
- 古賀繁一 - 三菱重工業社長
- 坂田勝郎 - 毎日放送社長
- 下村弥一 - 東亜国内航空社長
- 石田正実 - 出光興産社長、経団連副会長
- 吉武広次 - 横浜ゴム社長
- 赤司俊雄 - 三和銀行頭取
- 山田敬三郎 - 三菱商事副会長、サウディ石油化学社長
- 山浦勝郎 - パイロット万年筆社長
- 河村喜典 - 三共社長
- 有田正 - 片倉工業社長
- 室谷隆 - 大日本印刷会長
- 賀来龍三郎 - キヤノン社長、経済同友会副代表幹事
- 北川武 - ジャパンライン社長
- 門田正三 - 電源開発総裁、東京電力副社長
- 高橋浩二 - 鉄建建設社長、国鉄技師長
- 山本健一 - マツダ社長、ロータリーエンジン開発者
- 秋山英一 - ロッテ百貨店副社長
- 甲斐幹 - 日新製鋼社長
- 木下浩次 - 大同特殊鋼社長
- 頴川史郎 - 日本債券信用銀行頭取
- 田代和 - 近畿日本鉄道社長
- 岡本甲子男 - 日本油脂社長
- 前田勝之助 - 東レ社長、経団連副会長
- 渡邊哲也 - 九州電力社長
- 相川賢太郎 - 三菱重工業社長
- 古賀憲介 - 日新製鋼社長、新日本製鐵副社長
- 藤田彬 - 大和銀行頭取
- 杉野直道 - テレビ東京社長
- 竹島紀元 - 鉄道ジャーナル社創業者・初代編集長 / 在籍中に熊本機関区でSLの実習を受ける
- 井上八郎右衛門 - 三菱電機副社長
- 奥山融 - 松竹社長
- 長野吉彰 -  肥後銀行常任顧問、元・頭取、会長
- 林攀龍（中国語: 林攀龍） - 台湾中部の有力家族・霧峰林家先代当主、明台産物保險初代社長[5]
- 久保正大 - 住友重機械工業社長
- 下村彌一 - 実業家、坂本龍一の祖父

### 学術・文化
- 青木正児 - 中国文学者。京都大学教授、東北大学教授、山口大学文理学部長、立命館大学教授、日本学士院会員
- 赤崎正則 - 工学者（プラズマ工学）、九州大学名誉教授、福岡工業大学学長
- 沼田次郎 - 歴史学者（日本史、洋学史）、東京大学名誉教授
- 森田正馬 - 精神医学者、森田療法創始者
- 黒板勝美 - 歴史学者
- 宇野哲人 - 中国哲学者、実践女子大学学長
- 亀田次郎 - 国語学者。大阪外国語大学教授、大谷大学教授
- 神田慶也 - 化学者。九州大学総長、九州産業大学学長
- 高田保馬 - 社会学者。京都大学名誉教授、大阪大学名誉教授、文化功労者
- 松井元興 - 物理化学者。京都帝国大学総長
- 八波則吉 - 国文学者、第五高等学校名誉教授、作詞家
- 小島祐馬 - 東洋史学者
- 村川堅固 - 西洋史学者
- 東恩納寛惇 - 歴史家（沖縄史）
- 藤井甚太郎 - 歴史学者、文部省維新史料編纂官、法政大学名誉教授
- 大内兵衛 - マルクス経済学者。法政大学総長、日本学士院会員
- 向坂逸郎 - マルクス経済学者。九州大学教授
- 神崎博愛 - 農業経済学者、京都大学名誉教授
- 葛西泰二郎 - 機械工学者、九州工業大学学長、九州大学名誉教授、ラグビー日本代表監督
- 田中二郎 - 行政法学者、東京大学名誉教授、最高裁判所判事、文化功労者、日本学士院会員
- 佐伯千仭 - 刑法学者、立命館大学名誉教授
- 戒能通孝 - 民法学者
- 安田幹太 - 民法学者、九州国際大学（元・八幡大学）名誉学長
- 具島兼三郎 - 国際政治学者、長崎大学学長
- 森三十郎 - 行政法学者、福岡大学名誉教授
- 平野龍一 - 刑法学者、東京大学学長、文化功労者、日本学士院会員
- 松尾浩也 - 刑事訴訟法学者、東京大学名誉教授、文化功労者、日本学士院会員
- 細川隆元 - 政治評論家
- 大江志乃夫 - 歴史学者、茨城大学名誉教授
- 大川周明 - アジア主義思想家、政治活動家、イスラーム研究者
- 蓑田胸喜 - 右翼思想家
- 寺田寅彦 - 物理学者
- 古賀逸策 - 電気工学者、東京大学名誉教授、東京工業大学名誉教授、文化勲章受章、日本学士院会員
- 後藤格次 - 農芸化学者、日本学士院会員
- 岡崎令治 - 分子生物学者
- 三枝博音 - 哲学者、横浜市立大学学長
- 玉城康四郎 - 仏教学者、東京大学名誉教授
- 北森嘉蔵 - キリスト教神学者、東京神学大学名誉教授
- 源了圓 - 日本思想史学者、東北大学名誉教授、日本学士院会員
- 徳永恂 - 社会思想史学者、大阪大学名誉教授
- 近藤四郎 - 人類学者、京都大学名誉教授
- 門脇禎二 - 日本史学者、京都府立大学名誉教授、元・学長
- 西郷信綱 - 国文学者
- 犬養孝 - 国文学者、大阪大学名誉教授、甲南女子大学名誉教授、文学博士、文化功労者
- 永積安明 - 国文学者、神戸大学名誉教授
- 遠藤嘉基 - 国語学者、京都大学名誉教授
- 工藤好美 - 英文学者
- 河北倫明 - 美術評論家、京都造形芸術大学学長
- 大島襄二 - 地理学者、関西学院大学名誉教授
- 浜田義文 - カント学者、法政大学名誉教授、元・熊本大学教授
- 東明雅 ‐ 国文学者、信州大学名誉教授
- 松村武雄 - 神話学者
- 水月哲英 - 筑紫高等女学校（現・筑紫女学園）創立・初代校長
- 本田弘人 - 熊本大学学長、中九州短期大学学長
- 下村湖人 - 小説家
- 林房雄 - 小説家
- 江口換 - 小説家
- 上林暁 - 小説家
- 梅崎春生 - 小説家
- 霜多正次 - 小説家
- 斯波四郎 - 小説家、中退
- 中野孝次 - 小説家
- 兼崎地橙孫 - 俳人、書家、弁護士
- 厨川千江 - 俳人、教育者
- 谷川雁 - 詩人
- 木下順二 - 劇作家
- 久野収 - 哲学者
- 牛原虚彦 - 映画監督
- 森﨑東 - 映画監督
- 紙恭輔 - 作曲家
- 吉丸一昌 - 作詞家、東京音楽学校教授
- 渡辺京二 - 思想史家
- 平川清風 - ジャーナリスト、大阪毎日新聞編集主幹
- 高原操 - ジャーナリスト、大阪朝日新聞主筆・編集局長
- 益田豊彦 - ジャーナリスト、朝日新聞社代表取締役・論説委員・中部支社長
- 内藤寿七郎 - 小児科医 /「育児の神様」
- 蟻田功 - 感染症学者、世界保健機関にて天然痘根絶プロジェクトを指導
- 仲小路彰 - 思想家、歴史哲学者 / 仲小路廉の子
- 細川千仭 - 囲碁棋士、中退
- 萩原朔太郎 - 詩人、中退 → 六高へ転校
- 松尾孝嶺 - 東京大学農学部名誉教授。コシヒカリ開発者
- 原田永之助 - 眼科医。後に『 Vogt-Koyanagi-Harada 病 』となる疾患を1926年（大正15年/昭和元年）に原著として発表
- 永畑道子 - ノンフィクション作家
- 大倉三郎 - 建築学者、京都工芸繊維大学学長、西日本工業大学学長

## 関連書籍
- 秦郁彦 『旧制高校物語』 文春新書、2003年（平成15年）　ISBN 4166603558
- 『日本近現代史辞典』 東洋経済新報社、1978年（昭和53年）
  - 尾崎ムゲン作成「文部省管轄高等教育機関一覧」参照
- 秦郁彦（編）『日本官僚制総合事典；1868 - 2000』 東京大学出版会、2001年（平成13年）
  - 「主要高等教育機関一覧」参照。